# Piotr Paweł Mystkowski
Piotr Paweł Mystkowski (ur. 22 lub 23 stycznia 1837 r. we wsi Mystki-Rzym, zm. 5 września 1927 w Warszawie) – zakonnik, kapelan w czasie powstania styczniowego.
Syn Wawrzyńca i Marianny z Mystkowskich. We wrześniu 1854  wstąpił do Zgromadzenia Misji oraz do seminarium internum w Warszawie, gdzie w 1856 r. złożył śluby zakonne. Studia filozoficzno-teologiczne odbył w seminarium Świętego Krzyża w Warszawie. Po święceniach w latach 1862–1863 pracował w seminarium duchownym w Tykocinie, na stanowisku profesora oraz pełnił funkcje duszpasterskie.
Po wybuchu powstania styczniowego został mianowany generalnym kapelanem oddziałów powstańczych obwodu augustowskiego. Między innymi służył posługą duchową powstańcom walczącym koło Tykocina i oddziałom „Wawra”.
Po kasacie Zgromadzenia Misji działał wśród unitów na Podlasiu. Zbierał materiały na ich temat, a następnie wydał książkę o ich oporze wobec prób wcielenia do prawosławia.
Korzystając z likwidacji Seminarium Duchownego w Tykocinie przeniósł się do Warszawy, unikając jednocześnie prześladowań ze strony władz carskich. Około 1865 r. został kapelanem szpitala Dzieciątka Jezus w Warszawie. Przez kolejne lata był proboszczem w Kamionce i Zaborowie.
Zmarł w domu szarytek na Tamce w Warszawie.